# 克拉普费尔德山谷卡珀尔
克拉普费尔德山谷卡珀尔是奥地利克恩顿州格兰河畔圣法伊特县的一个市镇。总面积49.7平方公里，总人口2023人，人口密度40.7人/平方公里（2005年）。